# Centro Steven F. Udvar-Hazy
El Centro Steven F. Udvar-Hazy , también conocido como Centro Udvar-Hazy, es un anexo  del  Museo Nacional del Aire y del Espacio (NASM) de Estados Unidos  que está situado junto al  Aeropuerto Internacional de Washington-Dulles en la zona de Chantilly en el condado de Fairfax, estado de Virginia en los Estados Unidos. Alberga numerosos objetos de interés como el Transbordador espacial Discovery y  el bombardero Enola Gay.
La instalación tiene una superficie de  71.000 m² (760.000 pies cuadrados) y su construcción fue posible gracias a un donativo de 65 millones de dólares que en octubre de 1999 realizó a la Institución Smithsoniana Steven F. Udvar-Házy, un inmigrante húngaro cofundador de International Lease Finance Corporation, una empresa de arrendamiento financiero de aviones. El edificio principal del NASM, localizado en el National Mall en Washington D. C., ya contenía objetos en su exposición pero la mayoría de la colección tenía que estar almacenada, no pudiendo ser contemplada por los visitantes, en el Centro de almacenamiento, restauración y conservación Paul E. Garber en Silver Hill, Maryland. Una ampliación importante a la instalación que se ocupa de la restauración, conservación y almacenamiento de la colección se completó en 2010. Las instalaciones de restauración y los archivos de museo fueron trasladadas de la instalación del Centro Garber a sus nuevas instalaciones en el Centro Udvar-Hazy.

## Arquitectura e instalaciones

Panorama del interior del Smithsonian Aire Nacional y Museo Espacial.

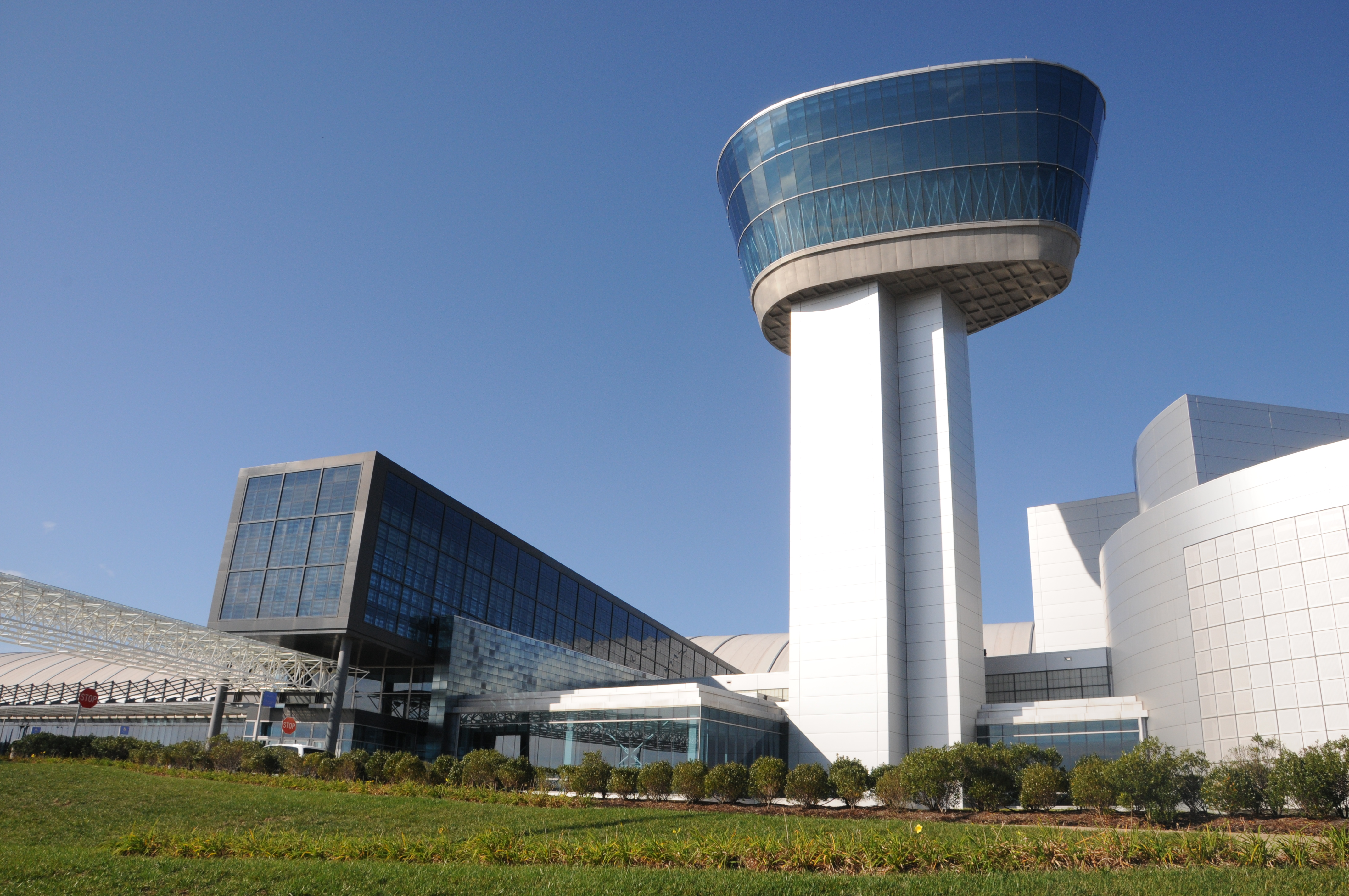
Vista de entrada con torre de observación

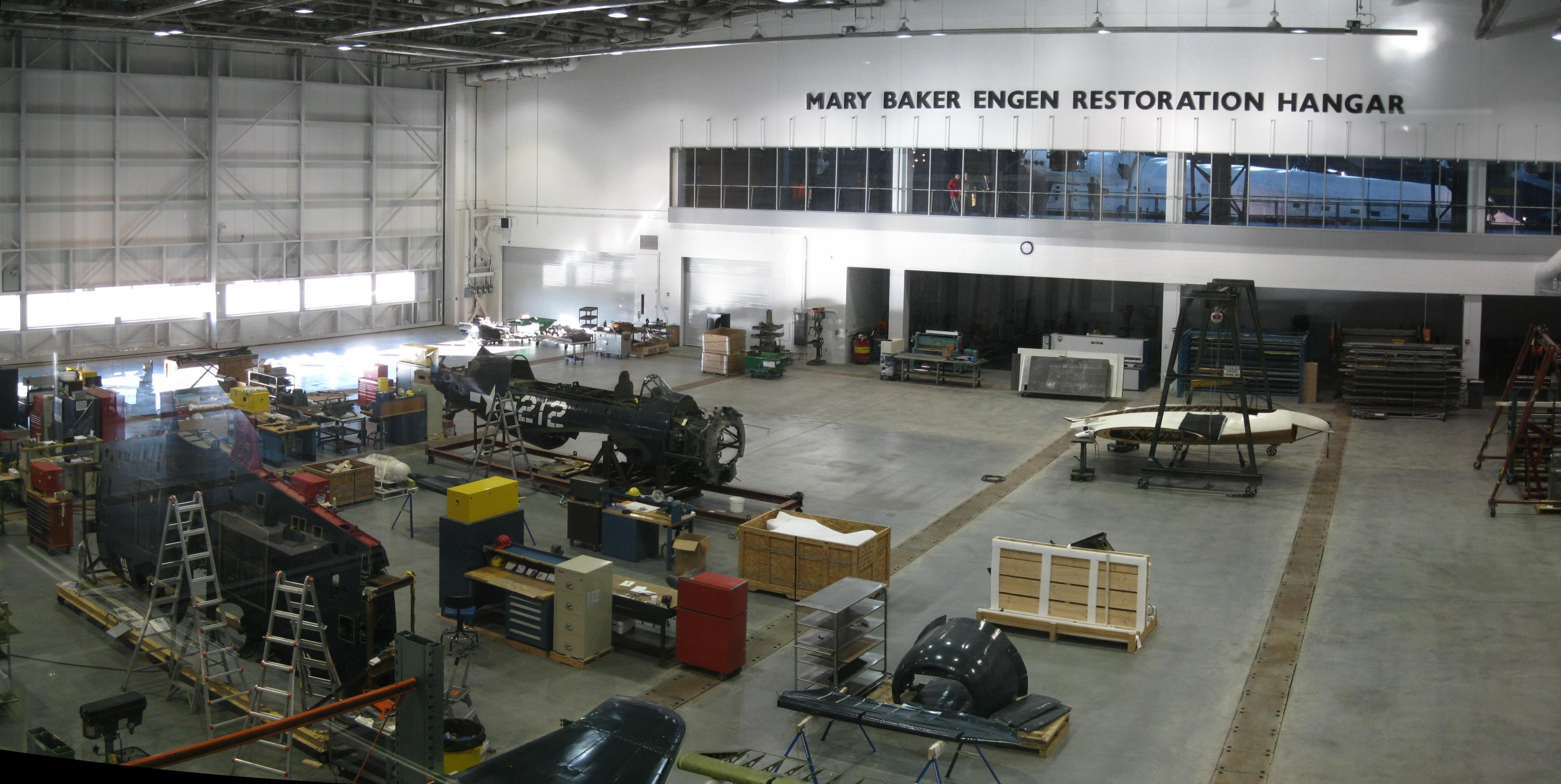
La Mary Panadero Engen Hangar de Restauración en enero de 2013. El Descubrimiento de Transbordador espacial es en el fondo.

Diseñado por Hellmuth, Obata y Kassabaum, quienes también diseñaron el edificio principal del Museo Nacional del  Aire y del Espacio. El Centro requirió 15 años de preparación y fue construido por Hensel Phelps Construcción Co. Las áreas de exposición comprenden dos grandes hangares: el hangar de Aviación de Boeing de 27.286,3 m² (293.707 pies cuadrados) y el hangar espacial James S. McDonnell de 4.930,1 m² (53.067 pies cuadrados). La torre de observación Donald D. Engen proporciona una vista de las operaciones de aterrizaje del adyacente Aeropuerto Internacional de Washington-Dulles. El museo también contiene un IMAX teatro. Una calle de rodaje conecta el museo con el aeropuerto.
La segunda fase del Centro Udvar-Hazy estará dedicada al cuidado "entre bastidores" de la colección de aeronaves, astronaves y otros aparatos relacionados de la Institución  Smithsoniana y al archivo de materiales. El 2 de diciembre de 2008, el centro Steven F. Udvar-Hazy recibió una donación de 6 millones de dólares para la ejecución de la segunda fase procedente de  la empresa Airbus Americas Inc — la mayor donación corporativa a la institución Smithsoniana en 2008.
El ala incluye:
- El Hangar de Restauración  Mary Baker Engen  — lo bastante espacioso como para acomodar varias aeronaves simultáneamente con una zona de observación en un segundo piso diseñada para dar a los visitantes una vista "entre bastidores".
- Archivo — la colección más importante de registros documentales de la historia, ciencia y tecnología aeronáuticas y de vuelos espacial será albergado en una única ubicación por primera vez, proporcionando a los investigadores un  amplio espacio y equipamiento.
- El Laboratorio de Conservación Emil Buehler  — proporcionará a los conservadores el espacio tan necesitado para desarrollar y ejecutar estrategias especializadas de preservación de los aparatos.
- La Unidad de procesado de Colecciones  — un muelle de carga dedicado y especialmente diseñado para análisis e inspección inicial de aparatos.[4]

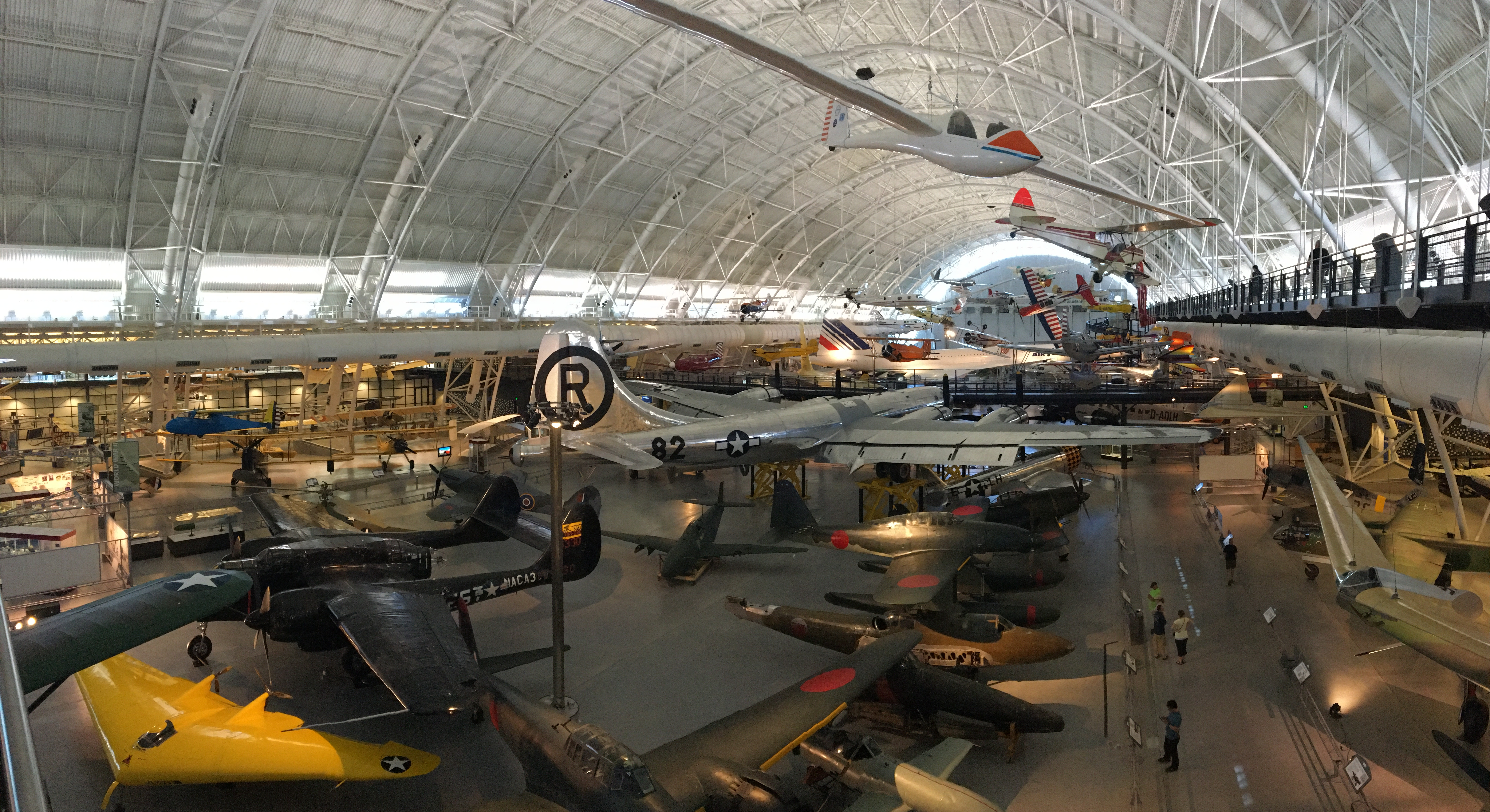
Museo del Aire y Espacio, Sala Sur

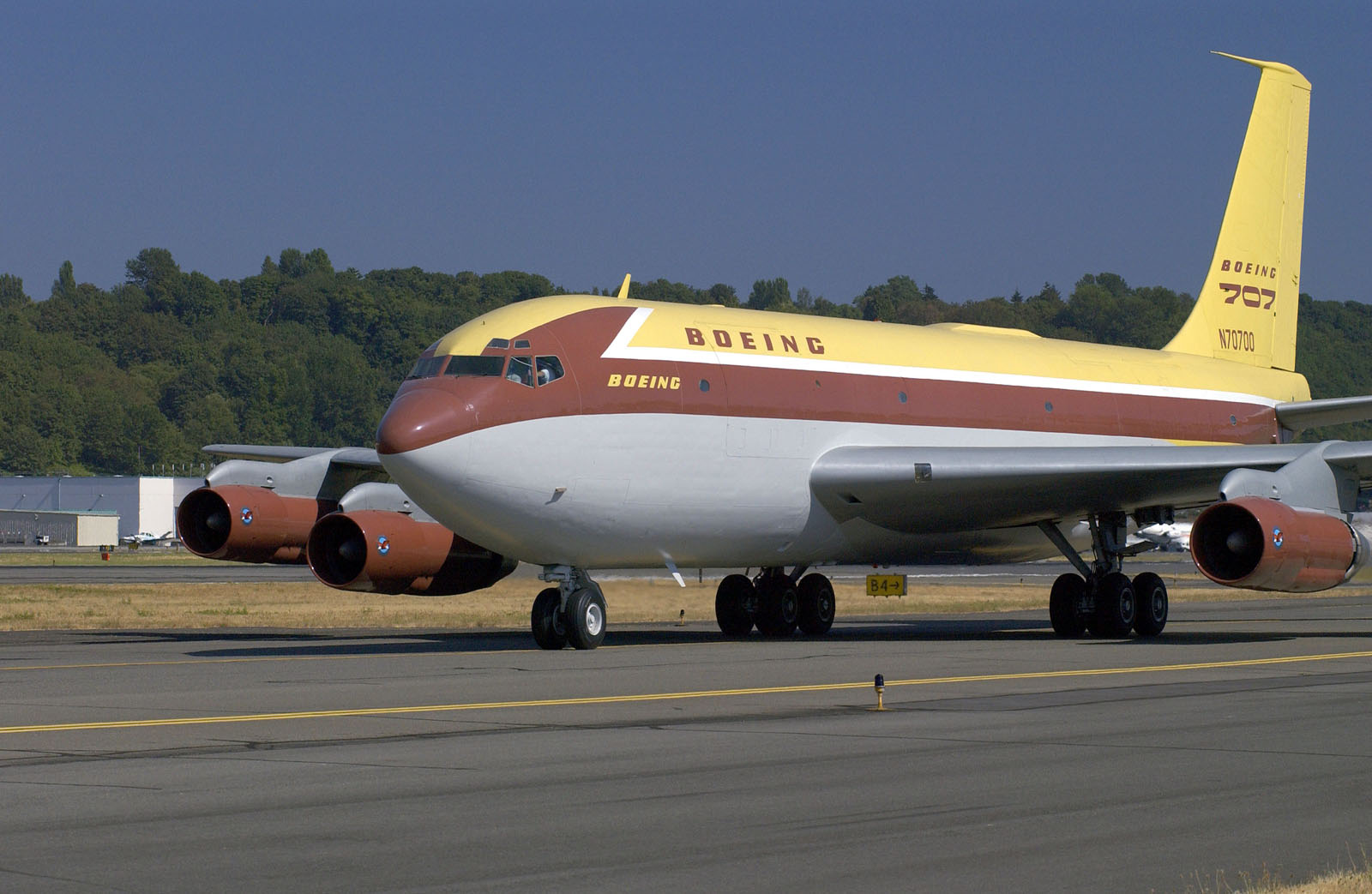
El Boeing 367 (Dash-80) también es almacenado aquí

## Colección

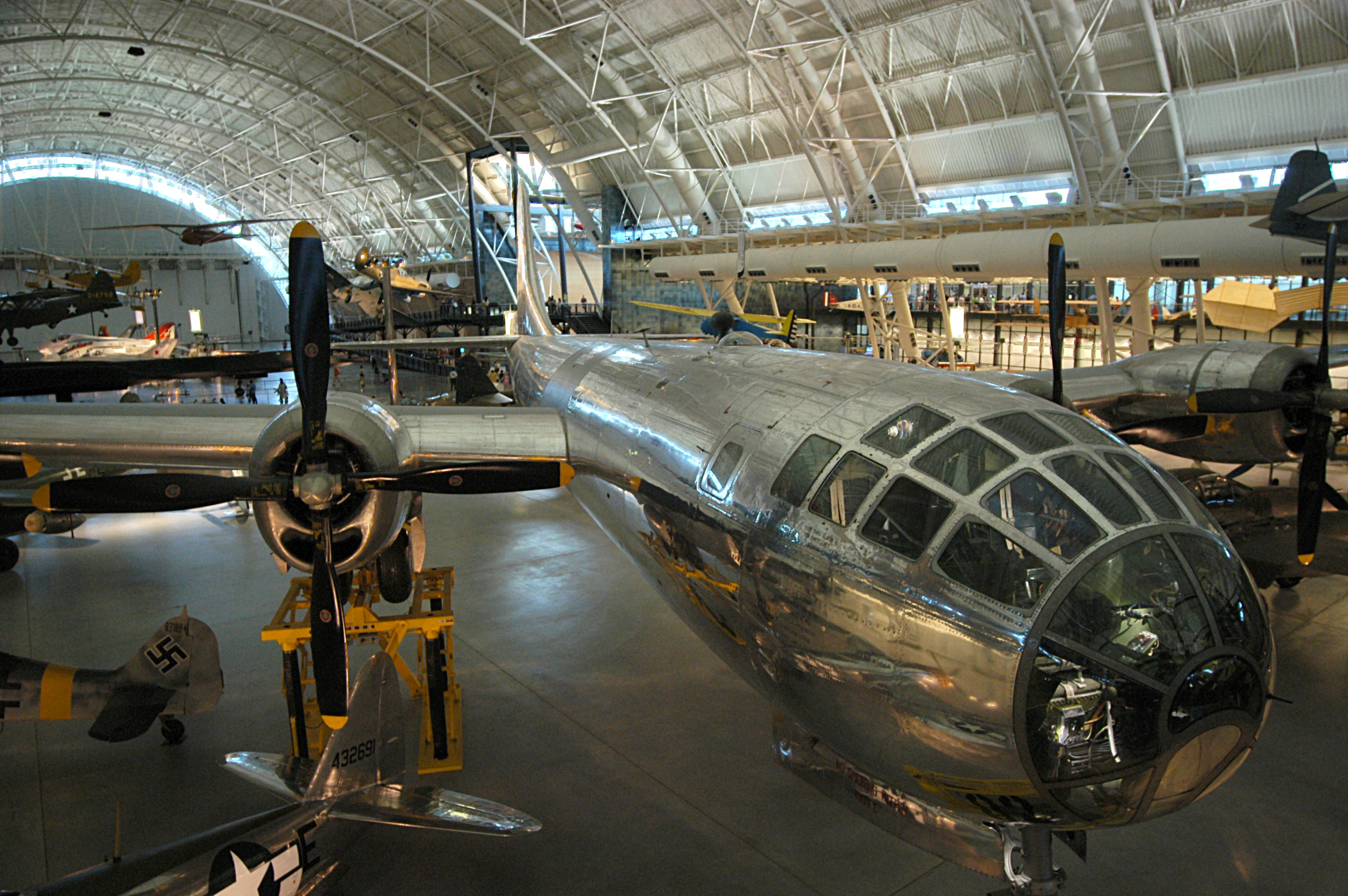
Enola Gay

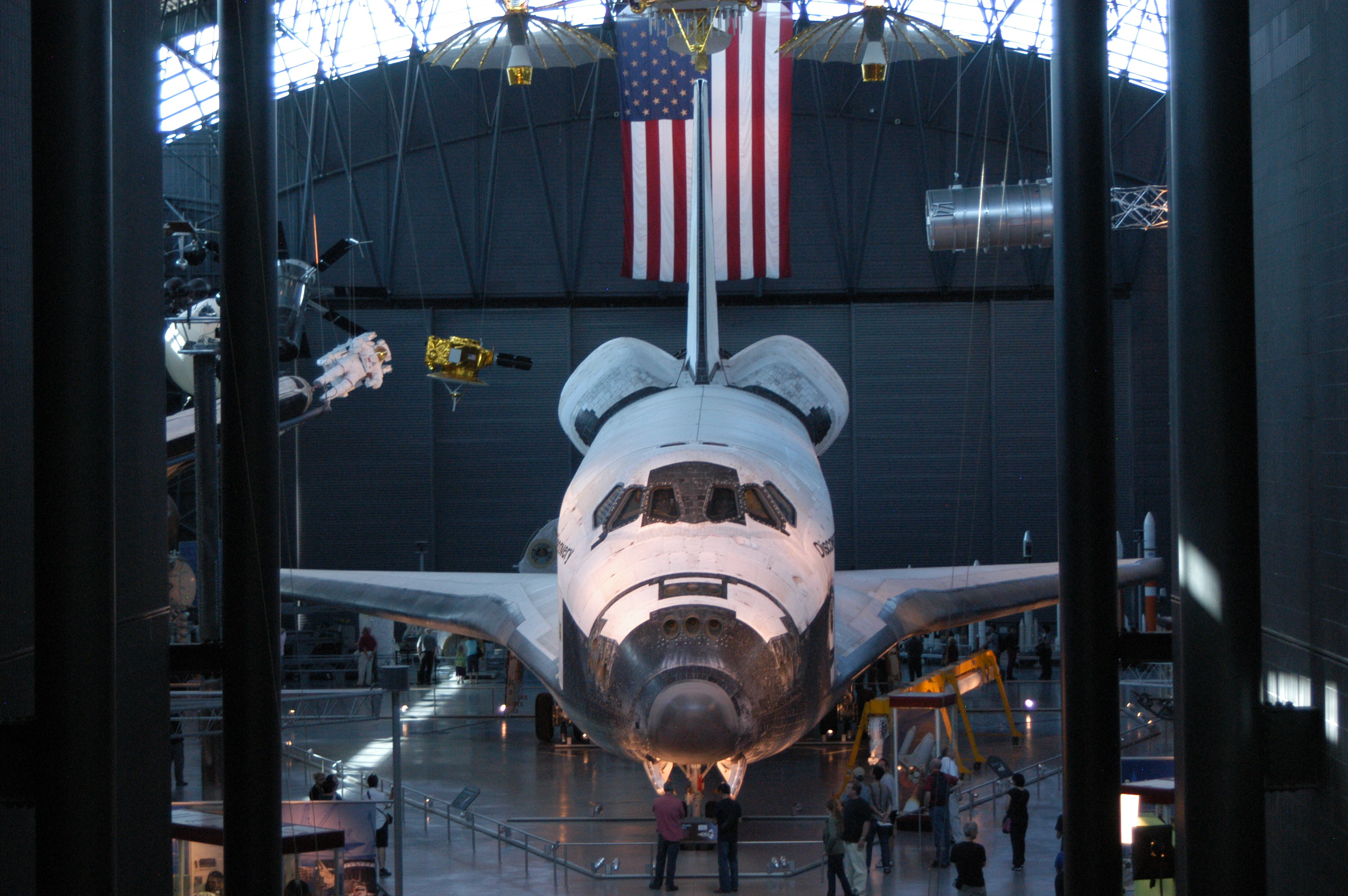
El Transbordador Espacial Discovery en el ala espacial de Udvar-Hazy

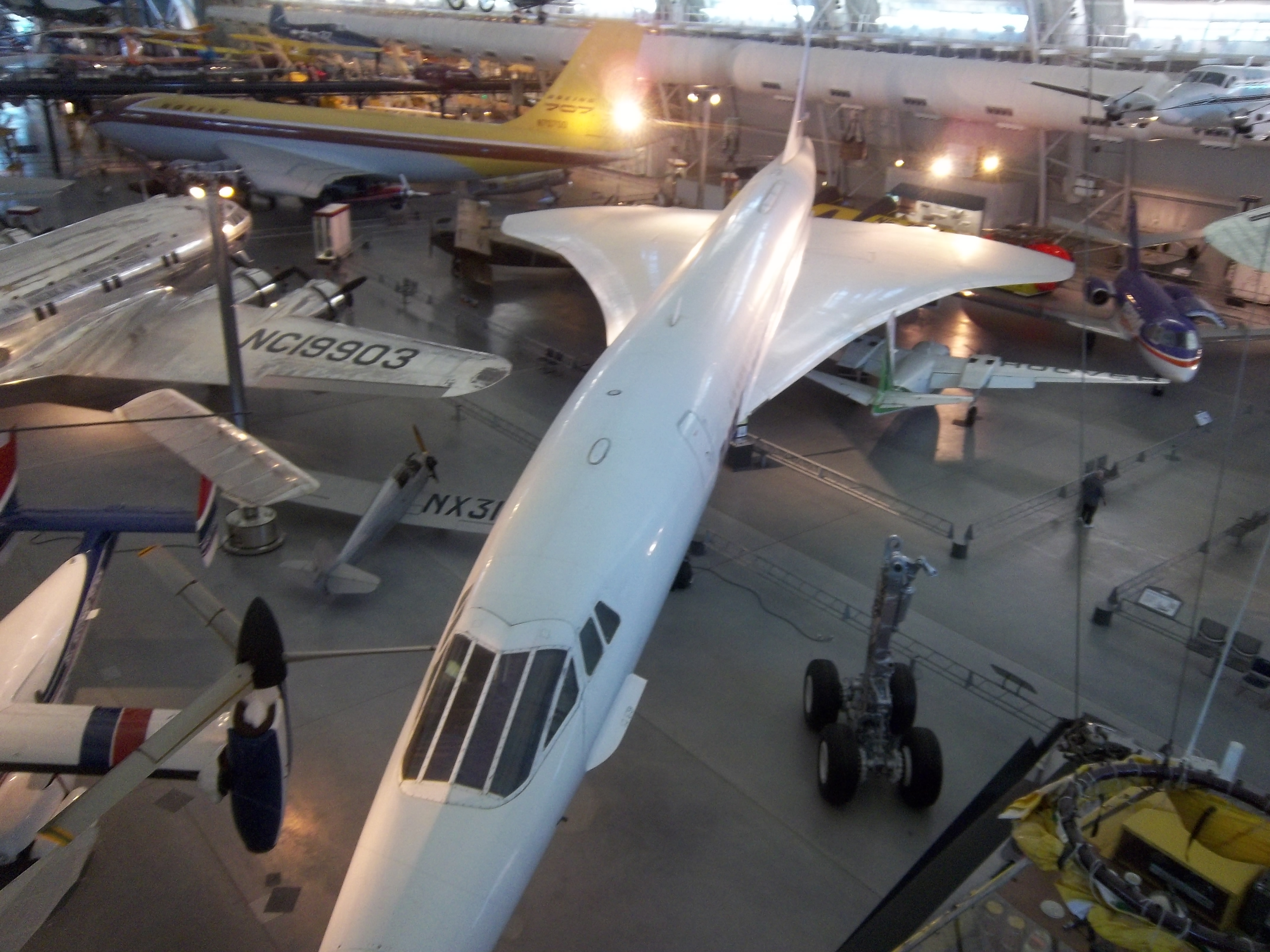
Concorde de Air France F-BVFA

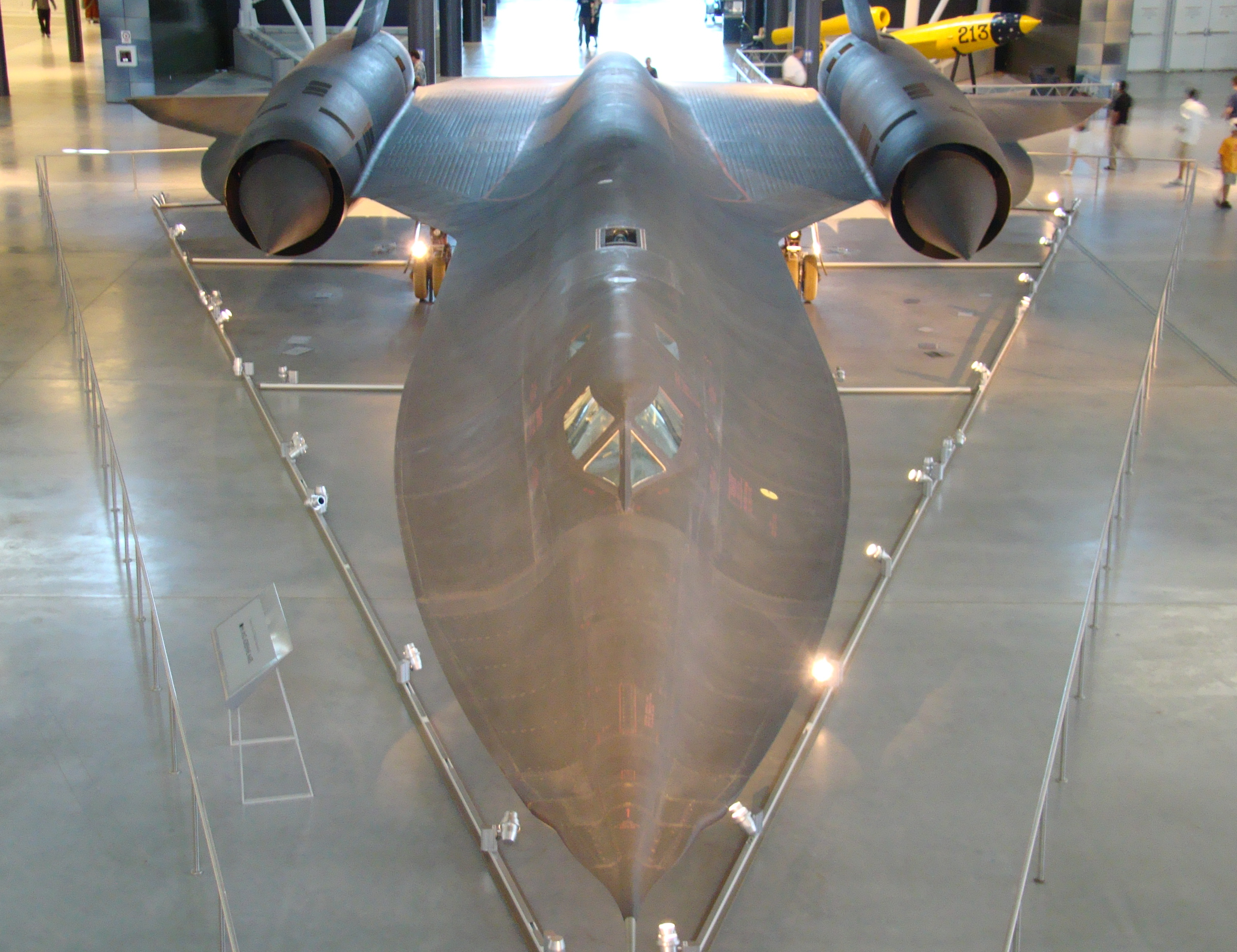
Lockheed SR-71 Blackbird

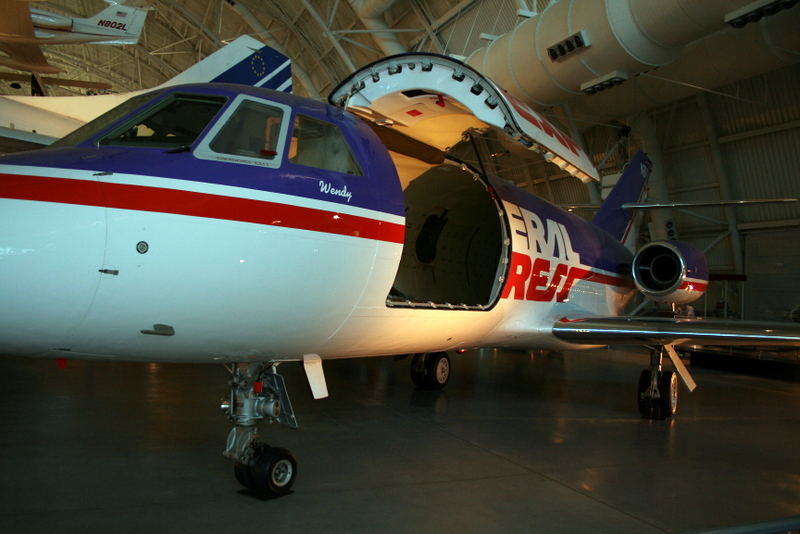
Dassault Falcon 20

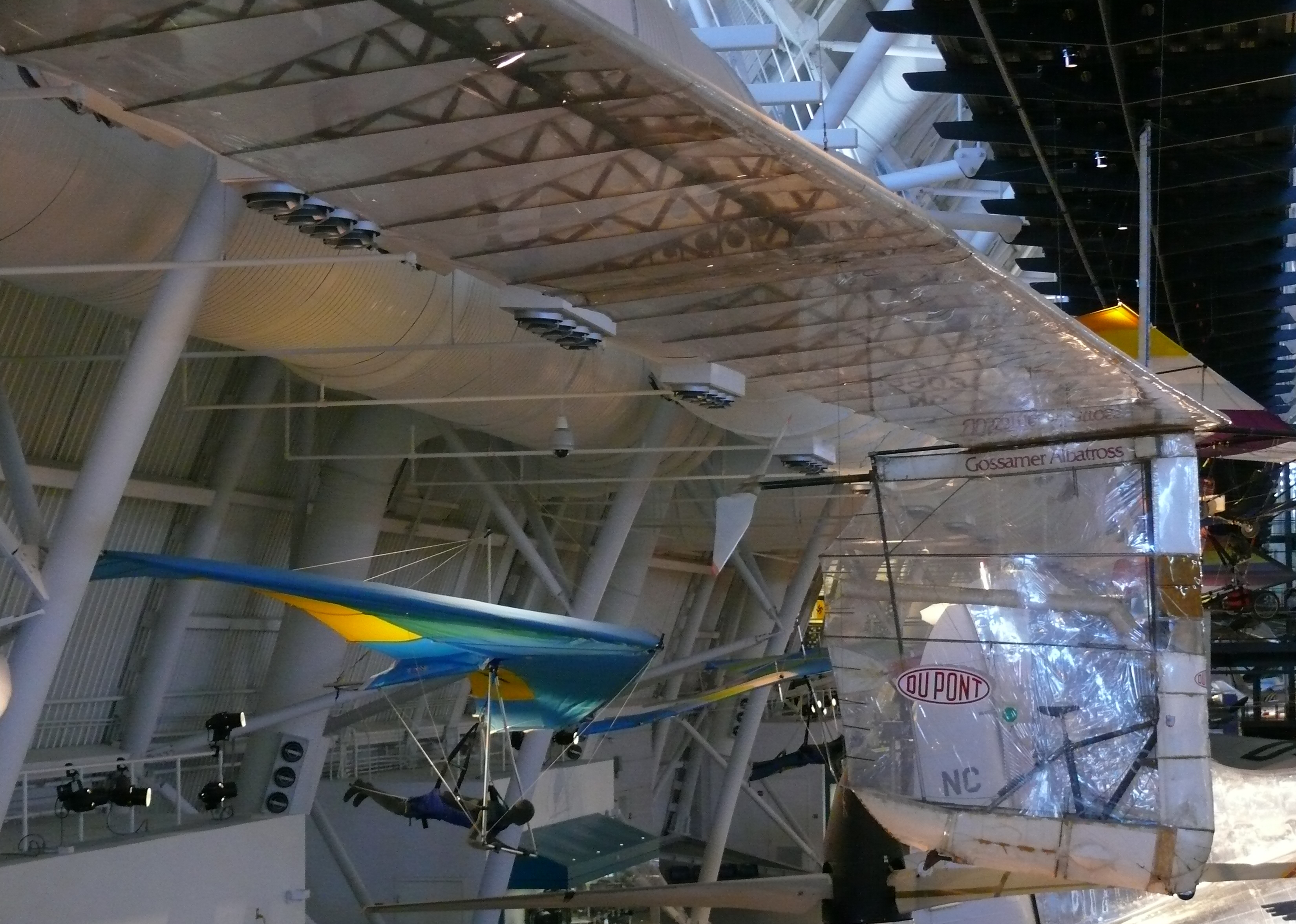
Gossamer Albatross

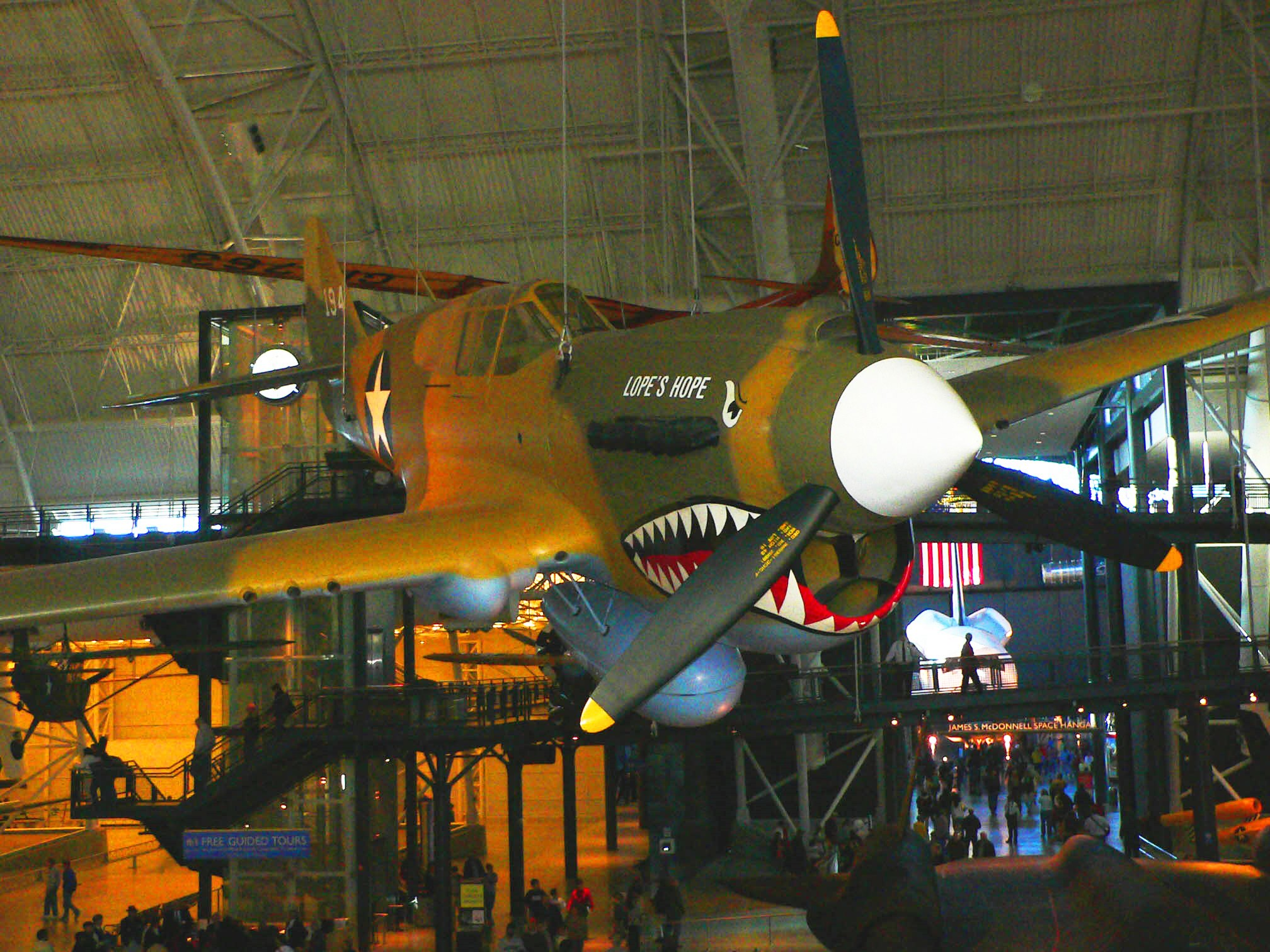
Curtiss P-40E Kittyhawk

El centro completó su construcción y abrió sus puertas el 15 de diciembre de 2003. El Centro Udvar-Hazy muestra aparatos históricos de aviación y espaciales, especialmente elementos demasiado grandes para el edificio principal del  Museo Nacional del Aire y el Espacio del  National Mall, incluyendo:
- El Enola Gay, un Boeing B-29 Superfortress que dejó caer la primera bomba atómica sobre Hiroshima, Japan
- El  transbordador espacial Discovery fue puesto en exposición  en el hangar espacial James S. McDonnell el 19 de abril de 2012, remplazando al vehículos de pruebas atmosféricas, Enterprise.[6] En la noche del 19 de abril, Enterprise fue cargado sobre Shuttle Carrier Aircraft en preparación para su viaje al John F. Kennedy International Airport en New York volando el 27 de abril de 2012 a su destino final en el Museo naval,aéreo y espacial del Intrepid en Nueva York. Enterprise había sido mostrado en hangar espacial desde su apertura del museo en 2003.
- Un satélite de seguimiento y trasmisión de datos (TDRS) de primera generación que está colgado directamente sobre el Discovery
- La cápsula espacial Gemini VII
- Un avión de reconocimiento modelo Lockheed SR-71 Blackbird
- Un avión supersónico Concorde de Air France
- Un Lockheed L-1049[7] de las fuerzas aéreas de los Estados Unidos, la versión militar del avión comercial Lockheed Constellation ("Connie")
- El reactor de transporte Boeing 367-80 ("Dash-80"), que fue el prototipo para el Boeing 707
- El único trirotor experimental que sobrevive del modelo Bell XV-15
- Un cohete Redstone
- El único modelo sobreviviente de un Verville-Sperry M-1 Messenger, el primer avión de correo del Servicio Aéreo del Ejército de los EE. UU. (USAAS)
- Un Langley Aerodrome A, un intento temprano de vuelo propulsado de Secretario Smithsoniano Samuel Pierpont Langley
- El avión experimental Northrop N-1
- El único modelo sobreviviente del avión de caza Dornier Do 335 Pfeil[8]
- El único superviviente de un Boeing 307 Stratoliner, el ex-Pan Am Clipper Flying Cloud
- Uno de los dos modelos supervivientes del caza nocturno alemán Heinkel He 219 Uhu
- El único superviviente del bombardero alemán  Arado Ar 234 Blitz
- Uno de los tres modelos sobrevivientes del cohete interceptor alemán Bachem Ba 349 Natter
- El único superviviente del avión japonés Nakajima J1N1 Gekko
- El único superviviente del avión japonés Aichi M6A1 Seiran
- Uno de los cuatro supervivientes del caza nocturno Northrop P-61 Black Widow
- Uno de los dos supervivientes del caza Boeing P-26 Peashooter
- Un Bede BD-5, una aeroplano de fabricación casera con un solo asiento que fue popular en la década de 1970 (la versión 5J es la aeronave de reacción tripulada más pequeña)
- El Beck-Mahoney Sorceress, conocido como el biplano de carrera que más veces ganó en la historia de la aviación
- Un caza británico Hawker Hurricane
- Un bomba-globo japonesa coma la que mató seis civiles estadounidenses en Oregón durante la Segunda Guerra Mundial
- Lockheed Martin X-35 del programa Joint Strike Fighter, prototipo del Lockheed Martin F-35 Lightning II
- Un caza Grumman F-14 Tomcat que participó en el Incidente del Golfo de Sidra (1989).
- El Gossamer Albatross, que fue la primera aeronave de propulsión humana que cruzó el Canal de la Mancha
- La miniatura de efectos especiales de la "nave nodriza" usada en la filmación de Encuentros en la Tercera Fase
- El Virgin Atlantic GlobalFlyer pilotado por Steve Fossett durante la primera circunnavegación de la Tierra llevada a cabo sin paradas, en solitario y sin repostaje
- El Winnie Mae, un Lockheed Vega pilotado por Wiley Post
- El primer avión operado por FedEx, un Dassault Falcon 20
- Un fragmento de la tela del LZ 129 Hindenburg que sobrevivió al desastre del Hindenburg.
- Un astronave Mercury-Atlas 10 sin usar del proyecto Mercury
- Un helicóptero de Guardia Costera de Estados Unidos modelo Sikorsky HH-52 Seaguard
- Un Launch Entry Suit
- Una aeronave de reconocimiento Vought RF-8 Crusader
- Un caza McDonnell Douglas F-4S Phantom II
- Un caza soviético Mikoyan-Gurevich MiG-15
- Una aeronave alimentada por energía solar NASA Pathfinder
- Un helicóptero Piasecki PV-2
- Un bombardero francés Caudron G.4
- Un caza bombardero alemán Focke-Wulf Fw 190F
- Un aeroplano de enlace y apoyo británico Westland Lysander
- Un avión de transporte CASA 352L
- Un caza bombardero modelo Republic F-105D Thunderchief
- Un caza Lockheed P-38 Lightning
- El avión de carreras de Darryl Greenamyer Grumman F8F Bearcat "Conquest I"
- Un caza North American P-51C Mustang "Excalibur III"
- Un caza North American F-86 Sabre
- Un caza Republic P-47 Thunderbolt
- Un caza Grumman F6F-3 Hellcat
- Un caza soviético Mikoyan-Gurevich MiG-21 "Fishbed"
- Un Beechcraft Bonanza
- Un Beechcraft Model 18
- Un helicóptero Bell 47
- Un helicóptero Bell H-13 Sioux
- Un helicóptero Bell UH-1 Iroquois
- Un biplano de entrenamiento  Boeing-Stearman Model 75
- Un caza de ataque terrestre Grumman A-6E Intruder
- Un caza Curtiss P-40E Kittyhawk
- Un caza Vought F4U-1D Corsair
- Un Piper J-3 Cub
- Un Grumman G-22 Gulfhawk
- Una aeronave ultraligera Aeronca C-2
- un planeador Stanley Nomad
- Un Arrow Sport A2
- Un satélite de comunicaciones Space Systems/Loral FS-1300, previamente un recambio de tierra para el Sirius Satellite Radio
- Una carga útil de la Shuttle Radar Topography Mission que voló en la STS-99.
- Bob Hoover's Shrike Commander
- La góndola del Breitling Orbiter 3[9] que voló circunnavegar el globo sin parar
- Góndola C-49 de la aeronave Columbia (N4A) de clase Goodyear GZ-20 y góndola de Goodyear Pilgrim[10][11]

El museo continúa el proceso de ampliar sus exposiciones. 169 aeronaves y 152 vehículos espaciales de gran tamaño se muestran ya desde mayo de 2012, y los planes incluyen la instalación de 200 aeronaves más. La lista actual es mantenida en la página de Objetos Exhibidos del sitio de las colecciones del NASM de la Institución Smithsoniana.

## Eventos
Un gran número de eventos tiene lugar en el museo a lo largo del año. Estos incluyen conferencias, firma de libros, "pijamadas", y acontecimientos para niños. Algunos de los acontecimientos más destacables del museo incluyen "Aire y Susto" para Halloween, una casa abierta, Día Familiar de Innovaciones de Vuelo y Exhibición Aérea Exterior.

## Aspectos de medios de comunicación
El centro hizo su primera aparición en los medios en la película de 2009 Transformers: la venganza de los caídos. El centro permaneció abierto mientras la filmación tuvo lugar, aunque algunas de las zonas estuvieron cerradas. El SR-71 que se muestra en el museo fue usado como Jetfire, un Decepticon que cambia lados para convertirse en un Autobot, en la película. En la película, se refiere a él sencillamente como el Museo Nacional de la Aeronáutica y del Espacio.